# Люухиярви
Люухиярви (Люухи-ярви, Люихи) — озеро на юго-востоке Костомукшского городского округа в западной части Карелии. Озеро находится на высоте 149,1 м. Площадь озера составляет около 1,6 км².
Из озера берёт начало река Луппусйоки (в верховьях — Люухийоки), в нижнем течении протекающая через озеро Наутехъярви и впадающая в озеро Кимасозеро. В озеро впадают 2 ручья, с севера и востока. Вдоль северо-восточного берега проходит линия железной дороги Ледмозеро — Костомукша — Кивиярви. Западный и южный берега озера заболочены, на северном и восточном расположены садовые участки.
Код объекта в государственном водном реестре — 02020000911102000005575.